# Macclesfield
Macclesfield er en markedsby i Cheshire, England med en befolkning på omkring 50.688 (2001-folketælling i Macclesfields bymæssige område). Det er den størtste bosættelse og administrativt midtpunkt for Borough of Macclesfield. En person fra Macclesfield bliver på engelsk kaldt for en "Maxonian".